# Rebel Heart (Album)
Rebel Heart ist das 13. Studioalbum der US-amerikanischen Sängerin Madonna. Es erschien im März 2015 weltweit und konnte sich in einigen Ländern an den Spitzen der Charts platzieren, während die Singleauskoppelungen Living for love und Ghosttown eher mittelmäßige Chartpositionen erreichten. Für den Nachfolger von MDNA arbeitete Madonna mit verschiedenen Produzenten, so auch mit Avicii.

## Entstehung
Nach Abschluss der kommerziell erfolgreichen MDNA Tour 2012 und der Produktion der zugehörigen DVD erwähnte Madonna Anfang 2014 erstmals die Planung eines neuen Studioalbums. Hierfür wurden Produzenten wie Avicii und Diplo genannt, sowie Toby Gad, Blood Diamonds, Ryan Tedder, Kanye West, Ariel Rechtshaid und Madonna selbst.
Am 20. Dezember 2014 wurde der 10. März 2015 als Veröffentlichungstermin bekanntgegeben, in Deutschland erschien Rebel Heart bereits am 6. März in drei verschiedenen Versionen.

## Leaks
Gegen Jahresende 2014 wurden über zwanzig Songs des neuen Albums illegal im Internet veröffentlicht. Madonna reagierte auf ihrer Instagramseite und nannte den Leak eine „künstlerische Vergewaltigung“. Dass sie die Veröffentlichung zudem mit „Terrorismus“ gleichsetzte, wurde angesichts einiger Gewalttaten in den Wochen zuvor scharf kritisiert. Der Kommentar wurde kurze Zeit später zurückgezogen und mit den Sätzen „Thank you for not listening! Thank you for your loyalty“ ersetzt.
Am 22. Dezember wurde überraschend im iTunes Store das Album zur Vorbestellung angeboten. Hierbei waren sechs Tracks direkt zum Kauf, weitere 13 Titel zum Vorbestellen erhältlich. Madonna tweetete an die Fans, die Songs als „vorgezogenes Weihnachtsgeschenk“ zu betrachten.

## Verkauf & Charts
Das Album erreichte in vielen Ländern Platz eins, darunter Deutschland, Australien, Niederlande, Spanien, Schweiz, Österreich, Belgien und Kanada. In Großbritannien und den USA debütierte Rebel Heart auf Platz zwei. Jedoch konnte das Album nur kurz in den oberen Platzierungen verweilen und fiel in den meisten Ländern bereits nach wenigen Wochen aus den Top Ten.
In der Veröffentlichungswoche wurden rund 315.000 Exemplare des Albums verkauft. In den USA konnten in der ersten Woche 116.000 Stück abgesetzt werden – der zweitschlechteste Wert in Madonnas Karriere. In der zweiten Woche waren es dort nur noch 22.000 Exemplare (ein Rückgang von knapp 80 Prozent) und 13.000 Stück in Woche drei. Rebel Heart war 2015 das sich am schlechtesten verkaufende Madonna-Album der letzten 20 Jahre.

## Kritik
Überwiegend wurde Rebel Heart sehr gemischt bewertet, gilt unter vielen Fans jedoch als Madonnas bestes Album seit Confessions on a Dance Floor. Besonders wurden Songs wie Living for Love, Ghosttown und Veni Vidi Vici gelobt, sowie ihre Kooperationen mit verschiedenen Künstlern, wie Nicki Minaj in Bitch I’m Madonna oder auch Mike Tyson und Chance The Rapper in Iconic.
Eher kritisch war Sebastian Leber vom deutschen Tagesspiegel, der die Titel S.E.X und Holy Water für ihren kalkuliert sexuellen Inhalt kritisierte und anmerkte, dass Madonna derartige Songs lieber jüngeren Künstlern überlassen solle.
Noch negativer war Matthias Reichelt von CD.Starts: Er schrieb, dass Madonna mit unausgegorenen Electro Songs um sich werfe und weder textlich noch musikalisch auch nur ansatzweise überzeugen könne. Das Album klinge insgesamt „dröge, langweilig und furchtbar dünn“. Inside Out, Joan Of Arc, Living For Love, und HeartBreak City seien die einzigen Lichtblicke.
Positiv fiel hingegen die Kritik von Jochen Siemens auf Stern.de aus. Seiner Meinung nach habe Madonna sich auf ihre Stärken besonnen. Auch pries er, dass sie reifer wirke und nicht mehr vor ihrem Alter weglaufe. Auch die Website Focus.de war positiv eingestellt und schrieb, dass das Album aus hochmodernem perfekten Pop bestehe, welche „von der Queen Of Pop Seele eingehaucht“ bekomme.

## Promotion
Die erste Live-Darbietung  von Living for Love gab Madonna bei den Grammy Awards 2015. Schon vorab löste sie hierbei einen Skandal aus, indem sie auf dem roten Teppich ihren nackten Hintern entblößte. Ein weiterer Auftritt folgte bei den Brit Awards 2015, wobei sie in der Eröffnungssequenz durch einen Ruck an ihrem Cape von einem Teil der Bühne stürzte. Nach dem Unfall brachte sie die von den Kritikern gelobte Darbietung zu Ende.
Zu Gast war sie u. a. in der Jonathan Ross Show, Le Grand Journal und bei Howard Stern. Im März präsentierte Madonna eine Woche lang Songs aus dem Album in der Ellen DeGeneres Show, gab Interviews und erwähnte ihre geplante Rebel Heart Tour, die sie nach Europa, Asien, Ozeanien und Nordamerika führen wird.

## Tracklist
Das Album erschien in drei verschiedenen Fassungen.
| #   | Titel                                                                                   | Dauer |
| --- | --------------------------------------------------------------------------------------- | ----- |
| 1.  | “Living For Love” Madonna, Toby Gad, Thomas Wesley Pentz, Maureen McDonald              | 3:38  |
| 2.  | “Devil Pray” Madonna, Carl Falk, Tim Bergling, Rami Yacoub                              | 4:05  |
| 3.  | “Ghosttown” Madonna, Sean Douglas, Jason Evigan, Evan Bogart                            | 4:08  |
| 4.  | “Unapologetic Bitch” Madonna, Pentz, McDonald, Gad                                      | 3:50  |
| 5.  | “Illuminati” Madonna, Gad, McDonald, Larry Griffin Jr, Mike Dean                        | 3:43  |
| 6.  | “Bitch I’m Madonna” (Featuring Nicki Minaj) Madonna, Pentz, McDonald, Gad, Sophie       | 3:47  |
| 7.  | “Hold Tight” Madonna, Gad, McDonald, Pentz                                              | 3:37  |
| 8.  | “Joan Of Arc” Madonna, Gad, McDonald, Griffin Jr.                                       | 4:01  |
| 9.  | “Iconic” (Featuring Mike Tyson & Chance The Rapper) Madonna, Gad, Mcdonald, Griffin Jr. | 4:33  |
| 10. | “Heartbreakcity”                                                                        | 3:33  |
| 11. | “Body Shop”                                                                             | 3:39  |
| 12. | “Holy Water”                                                                            | 4:09  |
| 13. | “Inside Out”                                                                            | 4:23  |
| 14. | “Wash All Over Me”                                                                      | 4:00  |

### Deluxe Edition
| #   | Titel                                                          | Dauer |
| --- | -------------------------------------------------------------- | ----- |
| 15. | “Best Night” Madonna, Gad, McDonald, Griffin Jr.               | 3:33  |
| 16. | “Veni Vidi Vici” (Featuring Nas) Madonna, Gad, McDonald, Pentz | 4:39  |
| 17. | “S.E.X.” Madonna, Gad, McDonald, Griffin Jr.                   | 4:11  |
| 18. | “Messiah”                                                      | 3:22  |
| 19. | “Rebel Heart”                                                  | 3:21  |

### Super Deluxe Edition CD2
| #  | Titel                                                              | Dauer |
| -- | ------------------------------------------------------------------ | ----- |
| 1. | “Beautiful Scars”                                                  | 4:19  |
| 2. | “Borrowed Time”                                                    | 3:25  |
| 3. | “Addicted”                                                         | 3:33  |
| 4. | “Graffiti Heart” Madonna, Griffin Jr., McDonald, Gad               | 3:39  |
| 5. | “Living For Love” (Paulo & Jackinsky Full Vocal Mix) Siehe Track 1 | 7:14  |
| 6. | “Living For Love” (Funk Generation & H3drush Dub) Siehe Track 1    | 6:07  |

### Bonustracks
Bei Media Markt und Saturn ist Auto-Tune Baby als exklusiver Bonustrack in der Standard- (Nr. 15) und Deluxe-Edition (Nr. 20) enthalten.
Die französische „Fnac“ Deluxe Edition beinhaltet auf einer zweiten Disc Living For Love (Thrill Remix) und Living For Love (Offer Nissim Dub Mix).
Auf der japanischen Edition ist Living For Love (Dirty Pop Remix) als Bonustrack (Nr. 20) dabei.